# IC 1211
IC 1211 је елиптична галаксија у сазвјежђу Змај која се налази на листи објеката дубоког неба у Индекс каталогу.
Деклинација објекта је + 53° 0' 22" а ректасцензија 16h 16m 51,9s. Привидна величина (магнитуда) објекта IC 1211 износи 12,7 а фотографска магнитуда 13,7. IC 1211 је још познат и под ознакама UGC 10314, MCG 9-27-9, CGCG 276-7, KARA 732, 1ZW 139, PGC 57707.